# Rustichello de Pise

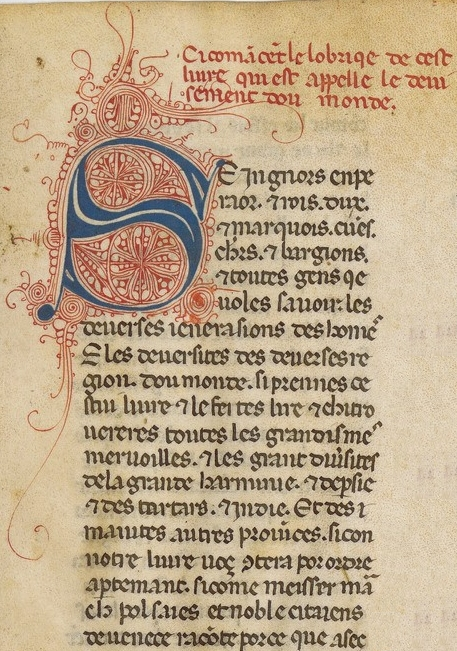
Début de la rédaction par Rusticiaus du Livre de Marco Polo (1116) :
« Seingnors enperaor et rois, dux et marquois, cuens, chevalers et borgiois, et toutes gens qe volés savoir les deverses jenerasions des homes et les deversités des deverses region dou monde... »

Rustichello de Pise ou Rusticien de Pise ou Rusta de Pise (en italien Rustichello da Pisa ou Rusticiano ou Rustigiello Pisano) est un écrivain toscan de langue française de la seconde moitié du XIIIe siècle. 
Il est l’auteur d’une compilation en prose des légendes arthuriennes et il a rédigé, également en français, Le Livre de Marco Polo.

## Biographie
Il compose en ancien français le Roman du roi Artus vers 1271 : c’est une compilation qui s’inspire de deux autres romans arthuriens en prose, Guiron le Courtois et le Tristan en prose, ainsi que du cycle du Lancelot-Graal. 

« Tous ces livres [des romans de la Table Ronde], qui forment ensemble une collection vraiment énorme, étaient terminés vers 1250. Vers 1270, un Italien, Rusticien de Pise, en fit un extrait abrégé, d'après un manuscrit appartenant à Édouard, fils de Henri III d'Angleterre ; cette compilation eut beaucoup de succès, et, traduite en italien, elle devint la source de plusieurs poèmes. »

— Gaston Paris, La littérature française au Moyen Age
Rustichello de Pise déclare dans son avant-propos qu’il l'a écrit à partir de manuscrits confiés par Édouard d'Angleterre avant son départ pour la huitième croisade. La transmission manuscrite de cette œuvre est très complexe : le manuscrit Français 1463 de la BnF, copié à Gênes à la fin du XIIIe siècle, est considéré comme le plus proche de la compilation originelle . En 2014, un philologue italien, Claudio Lagomarsini, a attribué à Rustichello une compilation ultérieure, Les Aventures des Bruns, contenant des épisodes tirés du cycle de Guiron le Courtois. 
Rustichello est plus tard fait prisonnier par les Génois, probablement à la suite de la bataille de la Meloria en 1284. 
Lorsque Marco Polo est interné dans la même prison, à Gênes,  Rustichello est en 1298-1299 le co-auteur du Livre de Marco Polo, qu'il rédige en français (langue d’oil avec des italianismes), et qui sera ensuite traduit en dialectes italiens (florentin, vénitien, latin) puis mis en français correct à partir de 1307 par des copistes de Thiebaut et Jean de Cepoy. 
Les recherches récentes tendent à prouver qu'il y avait alors à Gênes un scriptorium pisan, dont Rustichello put être l'un des principaux animateurs.

## Éditions
- (it) Il romanzo di Rusticello da Pisa, éd. F. Cigni, Pacini, Pise, 1994.
- Le Roman du roi Artus à lire sur le site de l’Université de Pise
- Les Aventures des Bruns. Compilazione guironiana del secolo XIII attribuita a Rustichello da Pisa, éd. Claudio Lagomarsini, Edizioni del Galluzzo, Florence, 2014.